# Diga di Bagnes GD
La diga di Bagnes GD (l'abbreviazione GD sta per Grande Dixence), è una diga di terra situata in Svizzera, nel canton Vallese nel comune di Bagnes, nella frazione di Fionnay.

## Descrizione
Ha un'altezza di 31 metri e il coronamento è lungo 100 metri.
Il lago creato dallo sbarramento ha un volume massimo di 0,03 milioni di metri cubi, una lunghezza di 500 metri. Lo sfioratore ha una capacità di 55 metri cubi al secondo.
Le acque del lago vengono sfruttate dall'azienda Grande Dixence SA di Sion.
Questa diga viene chiamata con il nome del gestore poiché poco lontano è presente il bacino di Bagnes FMM, (l'abbreviazione sta per Forces Motrices de Mauvoisin).